# Amphipyra marginata
Amphipyra marginata là một loài bướm đêm trong họ Noctuidae.